# ...E se fumarono a Zazà
...E se fumarono a Zazà è il quarto album di Gabriella Ferri, il terzo pubblicato dalla RCA.
Gli arrangiamenti sono dei fratelli Guido e Maurizio De Angelis, tranne che per la canzone Ciccio Formaggio, che essendo la stessa registrazione del disco Gabriella Ferri è arrangiata da Piero Pintucci.

## Descrizione
L'album vuole essere una raccolta di interpretazioni della Ferri di canzoni napoletane (l'unica in italiano è In cerca di te), ed è senza dubbio riuscito: in particolare Dove sta Zazà, che dà il titolo all'LP, fu presentata dalla cantante in molte trasmissioni televisive, riscuotendo un buon successo.
Il disco è stato ristampato in cd nel 2004 per onorare la cantante scomparsa proprio nell'aprile di quell'anno.

## Tracce
1. 'O sole mio (testo di Giovanni Capurro; musica di Eduardo Di Capua; edizioni musicali Ferdinando Bideri) - 3:47
2. Come facette mammeta (testo di Giuseppe Capaldo; musica di Salvatore Gambardella; edizioni musicali Ferdinando Bideri) - 3:17
3. Reginella (testo di Libero Bovio; musica di Gaetano Lama; edizioni musicali La Canzonetta) - 3:47
4. 'A tazza 'e cafè (testo di Giuseppe Capaldo; musica di Vittorio Fassone; edizioni musicali La Canzonetta) - 4:15
5. Maria Marì (testo di Vincenzo Russo; musica di Eduardo Di Capua; edizioni musicali Ferdinando Bideri) - 3:17
6. Marechiare (testo di Salvatore Di Giacomo; musica di Francesco Paolo Tosti; edizioni musicali La Canzonetta) - 3:09
7. Dove sta Zazà? (testo di Raffaele Cutolo; musica di Giuseppe Cioffi; edizioni musicali Cioffi) - 4:28
8. In cerca di te (testo di Gian Carlo Testoni; musica di Eros Sciorilli; edizioni musicali Melodi) - 3:42
9. Ciccio Formaggio (testo di Gigi Pisano; musica di Giuseppe Cioffi; edizioni musicali La Canzonetta) - 3:05
10. Tammurriata nera (testo di Eduardo Nicolardi; musica di E. A. Mario; edizioni musicali E.A. Mario) - 2:53
11. Simmo 'e Napule paisà (testo di Giuseppe Fiorelli; musica di Nicola Valente; edizioni musicali La Canzonetta) - 4:29